# Region Madre de Dios
Die Region Madre de Dios [ˈmaðɾe ðe ðjos] (span. Región Madre de Dios, Quechua Diyuspa Mama suyu, zu Deutsch „Mutter Gottes“) ist eine Region im Südosten Perus, im Grenzgebiet zu Brasilien und Bolivien. Sie umfasst 85.183 Quadratkilometer bei nur 137.300 Einwohnern (2015). Davon leben fast drei Viertel in der Hauptstadt Puerto Maldonado, die rund 400 km östlich von Cusco gelegen ist. Die Region liegt am südwestlichen Rand des Amazonasbeckens – sie ist die südlichste Region im peruanischen Amazonasgebiet.
Benannt ist die Region nach dem gleichnamigen Fluss, der an der Ostseite der Anden entspringt, dann jedoch nicht, wie die peruanischen Quellflüsse des Amazonas, nach Norden fließt, sondern nach Osten, quer durch den äußersten Norden Boliviens, wo er in den Río Beni mündet, der dann in Brasilien mit dem Río Mamoré den Rio Madeira bildet, dem ersten großen Amazonas-Nebenfluss unterhalb der Vereinigung von Solimões und Rio Negro.

## Geographie
Fast die gesamte Fläche der Region ist von tropischem Regenwald bedeckt, der für seine Artenvielfalt berühmt ist. Zu ihrem Erhalt wurden 1990 der Manu-Nationalpark sowie das Tambopata-Candamo-Schutzgebiet eingerichtet. Madre de Dios lebt hauptsächlich vom Tourismus, sowie vom Anbau von Kautschuk, Goldwäscherei und Holzeinschlag. Größere Flüsse der Region sind mit 1150 km Länge der Río Madre de Dios, von dem 667 km in Peru und 483 km in Bolivien liegen, und der 900 km lange Río Tahuamanu mit je 450 km in Peru und Bolivien.
siehe auch: Lago Sandoval

## Provinzen
Die Region unterteilt sich in drei Provinzen und diese in wiederum 11 Distrikte:
| Provinz   | Hauptstadt       |
| --------- | ---------------- |
| Manu      | Salvación        |
| Tahuamanu | Iñapari          |
| Tambopata | Puerto Maldonado |